# デンバー大学ジョセフ・コーベル国際研究大学院
デンバー大学ジョゼフ・コーベル国際研究大学院（英語: Josef Korbel School of International Studies at the University of Denver）は、有力な国際研究専門誌である Foreign Policy誌による世界の国際関係修士プログラムランキング2024年版で1２位（2007年調査では9位）にランクインしている。イェール大学（1３位）、オックスフォード大学（1７位）、ケンブリッジ大学（２１位）、MIT（2５位）、デューク大学（２８位）、コーネル大学（３０位）などの有名大学の修士プログラムよりも上位にランクインしている隠れた名門校である。1964年に元チェコスロバキアの大使でオルブライト元国務長官の父であるジョセフ・コーベルによって設立された。本校の卒業生にはジョセフ・コーベルに薫陶を受けたコンドリーザ・ライス元国務長官もおり、ジョセフ・コーベルは父としてまた、メンターとして2人の国務長官2人を育てたことになる。現在の校長は北朝鮮問題で日本でも脚光を浴びたクリストファー・ヒル元大使が務めている。